# Emilio Mirales Ferrero
Emilio Mirales Ferrero (València, 12 d'abril de 1966) és un artista faller valencià amb més de tres dècades d'experiència durant les quals ha creat més de 140 obres entre Falles i Fogueres.

## Inicis
Des de sempre interessat per les arts plàstiques comença realitzant maquetes per la comissió Albacete - Marvá als anys 80. Més edavant compagina la seua època d'estudiant amb el treball i aprenentatge als obradors de Joan Canet, Vicent Almela i Armando Serra.

## Trajectòria professional

### Falles
L'artista realitza la seua primera Falla infantil en l'any 1988 a L'Alguer - Enginyer Rafael Janini. A l'inici de la dècada dels 90 del segle XX dona el bot a la màxima categoria de les Falles de València creant cadafals fallers menuts per a comissions històriques en la categoria com Arxiduc Carles - Xiva, Convent de Jerusalem - Matemàtic Marzal, Plaça del Pilar i Bisbe Amigó - Conca. A finals de la mateixa dècada abandona les Falles infantils per dedicar-se majoritàriament a les grans. En un breu espai de temps arribarà a la Secció Especial del Cap i Casal on començarà a definir els trets identitaris de la seua obra amb una primera creació en 1999 amb el lema "Fórmules magistrals" per l'Antiga de Campanar. El punt més àlgid arriba amb "El menjar està servit" plantada a la Plaça del Pilar amb la qual obtindrà un cinquè premi. En aquesta primera etapa a l'elit planteja composicions caracteritzades per la seua extensió aprofitant la disposició dels emplaçaments per als quals dissenya. En un segon periode en especial crearà quatre Falles per a Regne de València - Duc de Calàbria tres de les quals formaran una trilogia temàtica amb el temps històric com a element central. Finalitza la seua presència en la secció en a finals de la dècada dels 2000 amb el retorn a l'encreuament que el va vore debutar, però malauradament patix contratemps en forma de caiguda de peces que li impedeixen mostrar la seua creació al complet.
El llistat de creacions efímeres falleres de l'artista és extensa. Suma gran quantitat en diferents seccions en les que aconsegueix importants guardons. Consolida la seua evolució contribuint a la renovació estètica a principis de segle XXI que generacions posteriors d'artistes fallers aprofiten a les seues obres. A més de plantar Falles dins de les comissions censades en Junta Central Fallera, altres localitats com Torrent o Vall d'Uxó han sigut emplaçaments on poder apreciar els cadafals fallers de Miralles. La col·lecció del Museu de l'Artista Faller compta amb ninots seus. Després de tancar el seu obrador, es dedica a treballar per a altres artistes donat el seu domini de totes les fases de la creació fallera.

### Innovació i experimentació
Al llarg de la seua carrera Miralles s'interessa per explorar noves vies artístiques més enllà de la Falla convencional. Així es diferencien clarament dos camins recorreguts durant la seua trajectòria: la creació pròpia i la col·laboració amb professionals d'altres vessants creatives. D'una banda, desenvolupa una llarga producció a la localitat de Xirivella on planta obres a la demarcació de Sant Antoni i també a València per a Mossén Sorell - Corona i per a Lepanto - Guillem de Castro. En aquestes creacions presenta línies més estilitzades i aprofondeix en el missatge. D'altra banda, s'endinsa en la col·laboració amb esculptors com Miquel Navarro, estudis de disseny com Ibán Ramon + Dídac Ballester i artistes urbans com Escif on té un paper clau a l'hora d'executar els plantejaments i esbossos d'aquests.

### Fogueres
A finals dels 90 i principi dels anys 2000 junt a la comissió de Sêneca - Autobusos obre una nova línia dins de la seua producció entrant a formar part de la categoria Especial gran i infantil de les Fogueres d'Alacant amb notables resultats al llarg dels sis anys en què planta en la mencionada demarcació. Durant aquesta experiència l'artista reincideix en la neteja de línies adaptant-se als corrents majoritaris de la festa major alacantina.

## Galeria

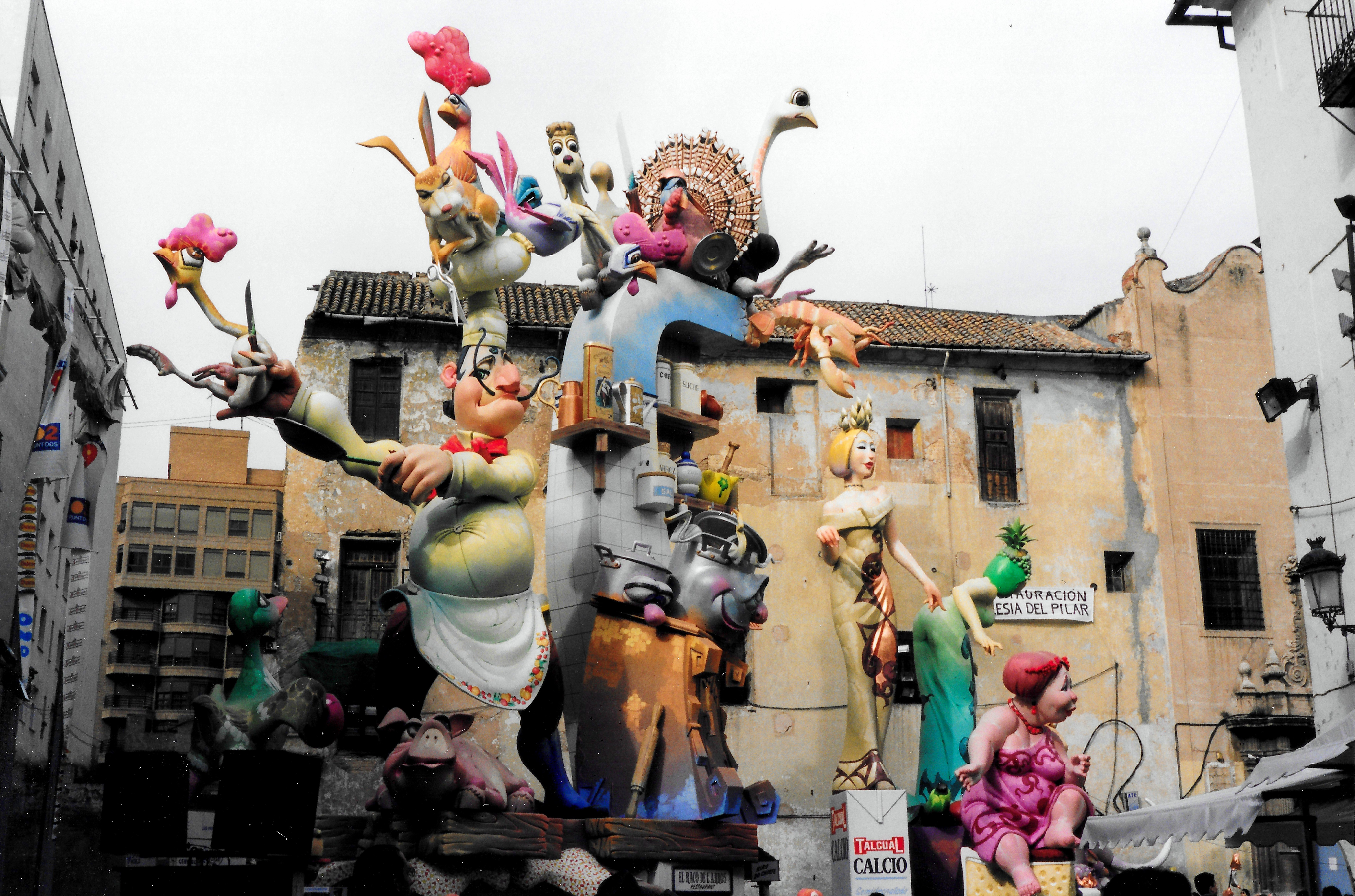
"El menjar està servit" per la Falla 2001 de la comissió Plaça del Pilar
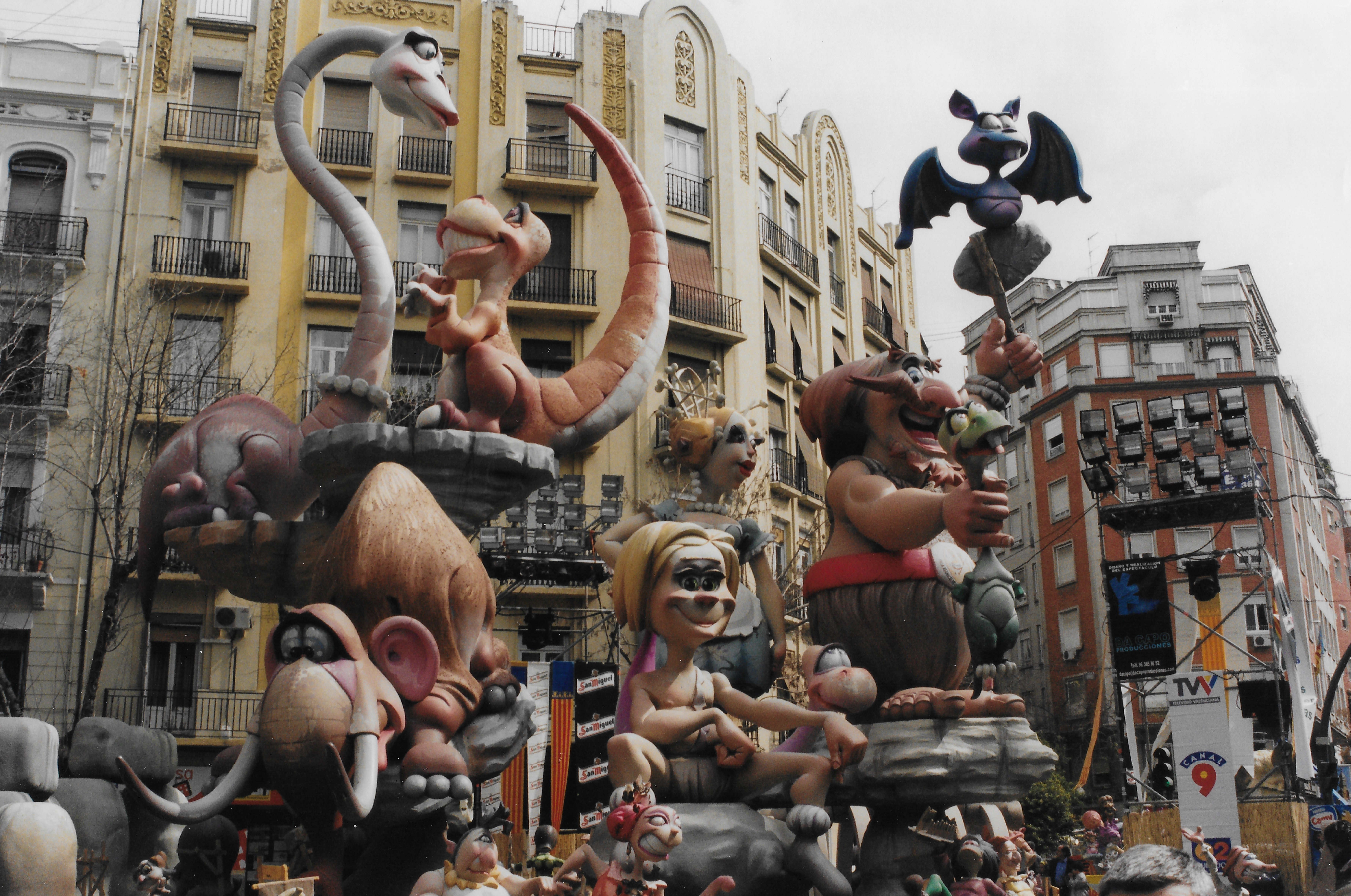
Falla 2003 per Regne de València - Duc de Calàbria
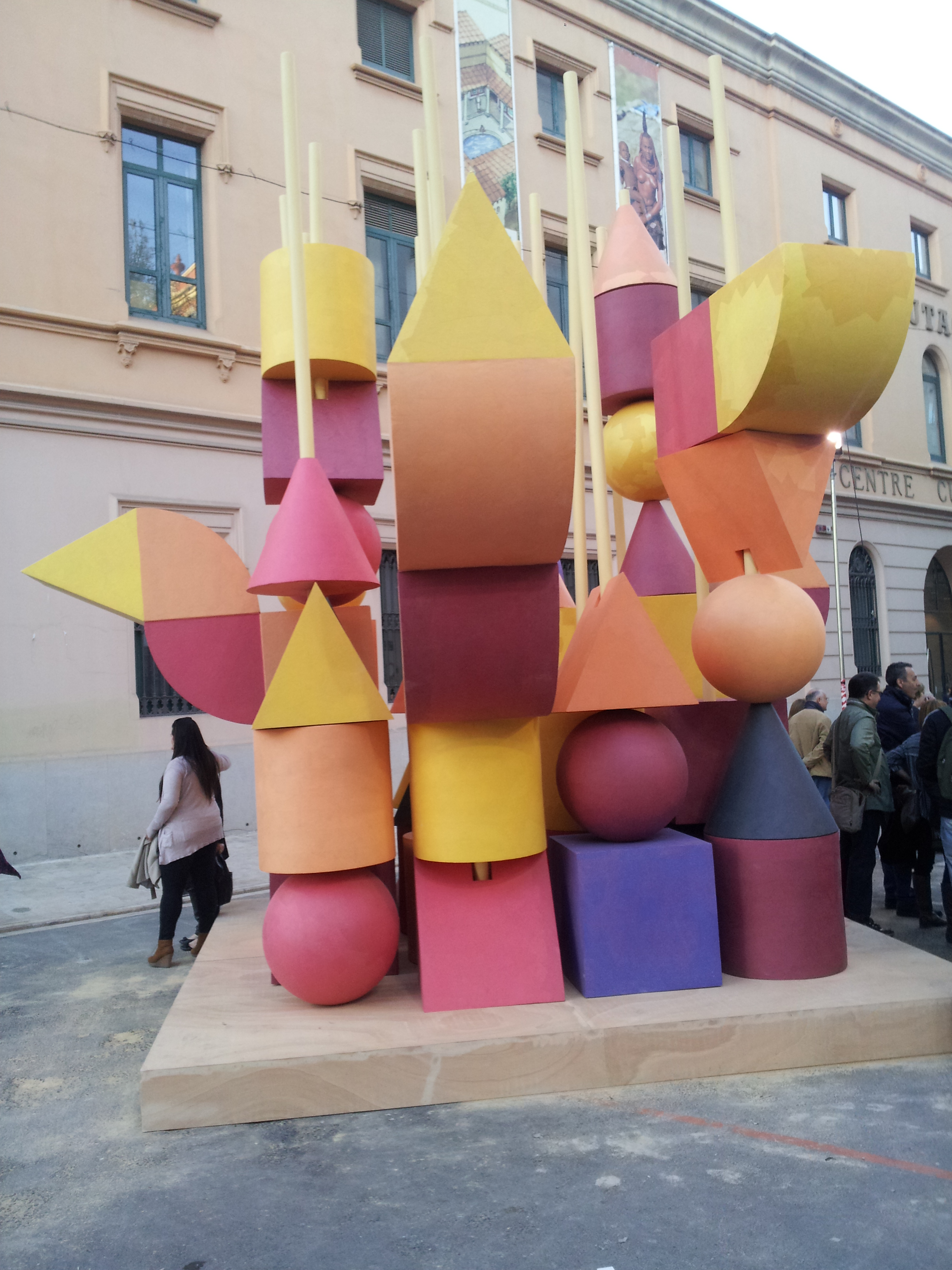
"El joc de la reinvenció" amb Ibán Ramon + Dídac Ballester per la Falla 2014 de la comissió Mossén Sorell - Corona
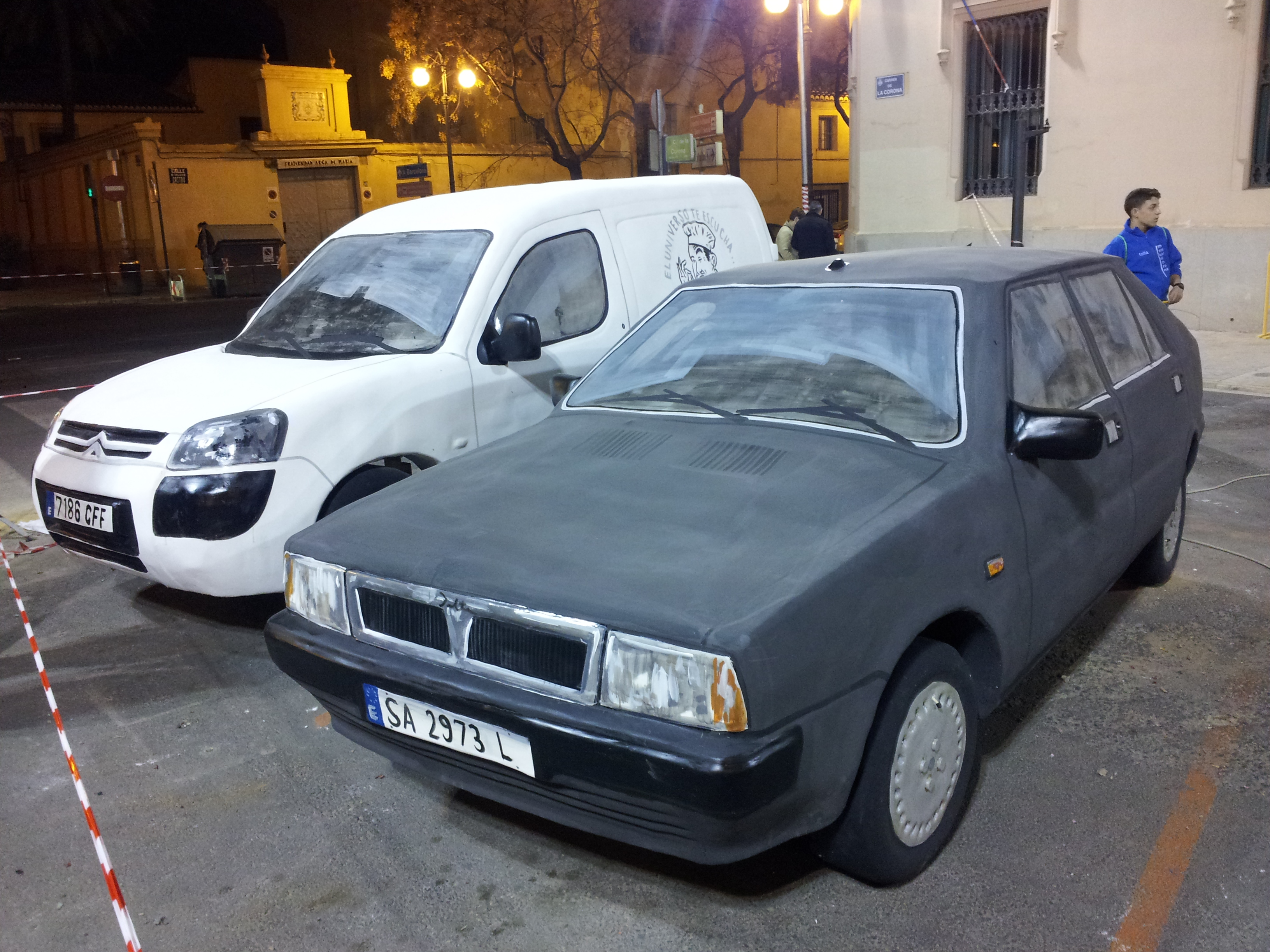
"Tot el que sobra" amb Escif per la Falla 2015 de la comissió Mossén Sorell - Corona